# Towthorpe, Fimber
Towthorpe är en by i civil parish Fimber, i distriktet East Riding of Yorkshire, i grevskapet East Riding of Yorkshire, i England. Byn är belägen 20 km från Market Weighton. Towthorpe var en civil parish 1866–1935 när blev den en del av Fimber. Civil parish hade 66 invånare år 1931. Byn nämndes i Domedagsboken (Domesday Book) år 1086, och kallades då Touetorp.